# Мальтійський університет
Мальтійський університет (мальт. L-Università ta' Malta, англ. University of Malta) вищий навчальний заклад на Мальті, один з найстаріших університетів Європи. Університет пропонує студентам ступінь бакалавра, ступінь магістра та доктора (PhD).
Університет є членом міжнародних організацій NAFSA (Association of International Educatoes) і CIEE (Council for International Educational Exchange). Також університет входить до кількох університетських спільнот (the Community of Universities of the Mediterranean, the Compostela Group, the Santander network, Утрехтська мережа).

## Історія
Спочатку університет називався Мальтійський Колегіум (Collegium Melitense) і був заснований орденом єзуїтів 1592 року.
Після вигнання єзуїтів з мальтійських островів 1768 року, Мальтійський Колегіум перейшов у власність Мальтійського ордена, а сам університет був заснований гросмейстером Мануелем Пінту де Фонсека, 1769 року.
1798 року Наполеон завоював Мальту, а університет був скасований та перетворений на французький навчальний заклад.
1800 року англійські війська зайняли столицю Мальти, острів став британським протекторатом. Університет був відновлений під керівництвом сера Александра Болла, губернатора Мальти. 1938 року король Георг VI перейменував навчальний заклад на «Королівський університет Мальти». Слово «Королівський» було згодом видалено з назви університету, коли Мальта стала республікою 1974 року.
У 1970-ті роки з приходом до влади Домініка Мінтофф, університет став доступнішим для середнього класу, оскільки для студентів почали виділяти фінансову допомогу. У цей період кількість студентів збільшилася приблизно на 200 %. До 1960 року чисельність студентів університету була до 300 осіб, а з 1970-х років вона наблизилася до позначки 1000 осіб.

## Правила вступу
Студенти зараховуються до університету на основі сертифікатів про середню освіту. Обов'язковою вимогою до зарахування є володіння англійською мовою (сертифікат TOEFL або IELTS), оскільки навчання ведеться англійською мовою, крім професій, для яких потрібно іншу мову.

## Структура
- Факультет архітектури та цивільного будівництва
- Факультет гуманітарних наук
- Факультет природничих наук
- Факультет мистецтва
- Факультет ІТ
- Факультет медицини та хірургії
- Факультет педагогіки
- факультет теології
- Факультет технічних наук
- Факультет хірургічної стоматології
- Факультет економіки і права

## Відомі випускники
- Едвард Фенек Адамі — президент Мальти з квітня 2004 по квітень 2009 року
- Джордж Абела — президент Мальти з 4 квітня 2009 року
- Гвідо де Марко — мальтійський державний та політичний діяч
- Лоренс Гонзі — мальтійський державний та політичний діяч
- Едвард де Боно — психолог та лікар, автор «нестандартного мислення»
- Кім Чен Ір — згідно з неофіційною біографією, глава КНДР вивчав у Мальтійському університеті англійську мову[6]
- Тессі Каміллері — перша жінка-випускниця Мальтійського університету
- Ірен Кондачі — мальтійський лікар
- Тессі Каміллері — перша жінка-випускниця університету
- Пол Боффа — мальтійський державний діяч
- Франс Саммут- мальтійський письменник
- Домінік Мінтофф — політик